# Oxyopes rejectus
Oxyopes rejectus là một loài nhện trong họ Oxyopidae.
Loài này thuộc chi Oxyopes. Oxyopes rejectus được Octavius Pickard-Cambridge miêu tả năm 1885.